# Caj Jang
Caj Jang (hagyományos kínai írással: 蔡陽, pinjin átírással: Cai Yang. ? – 201) kínai katonatiszt, Cao Cao tisztviselője.
Életéről keveset tudunk, leginkább halálának körülményei kapcsán maradt fenn a neve. Kína egyik bonyolult időszakában, a három királyság korában élt Cao Cao alatt, aki akkor még névleg az utolsó Han uralkodó, Hszien-ti szolgálatában állott (Caót a későbbi Vej (魏) fejedelemség első uralkodójának ismerték el). Cao Cao tábornok volt, feltehető, hogy Caj Jang alacsonyabb beosztású, de magas rangú katonatiszt lehetett. Liu Pej (a későbbi Su (蜀) fejedelemség alapítója) akkor még Cao Cao mellett élt, de Cao a császárt bábként használva, elüldözte őt. Kuan Jü - aki korábban Liu Pejjel testvériséget fogadott - követte őt. Caonak azonban szüksége volt Kuan Jüre, hogy leszámolhasson Liu Pejjel. Caj Jangot bízta meg, hogy intézzen támadást Runan ellen a sárgaturbános lázadók leverésére, azonban Caj Jang véletlenül összefutott Kuan Jüvel és csapataival, s 201-ben vereséget szenvedett és meghalt.

## Caj Jang a kínai irodalomban
Annak ellenére, hogy kevés tényadat ismert Caj Jangról, a Lo Kuan-csung által írt, a korszakról szóló, A három királyság regényes története című alapműben az egyik fontos szereplők egyike. Ugyanakkor az ott közölt adatokat érdemes fenntartással kezelni, több információról bebizonyosodott utólag, hogy nem valósak.

## Fordítás
- Ez a szócikk részben vagy egészben  a   Cai Yang című francia Wikipédia-szócikk ezen változatának fordításán alapul.  Az eredeti cikk szerkesztőit annak laptörténete sorolja fel. Ez a jelzés csupán a megfogalmazás eredetét és a szerzői jogokat jelzi, nem szolgál a cikkben szereplő információk forrásmegjelöléseként.